# Súľov-Hradná
Súľov-Hradná é um município da Eslováquia, situado no distrito de Bytča, na região de Žilina. Tem 22,95 km² de área e sua população em 2018 foi estimada em 964 habitantes. Foi citado pela primeira vez em documento oficial no ano de 1193.

## Demografia
| Ano:        | 1994 | 2004   | 2014   | 2024   |
| ----------- | ---- | ------ | ------ | ------ |
| Broj ljudi: | 944  | 929    | 928    | 1009   |
| Razlika:    |      | -1,58% | -0,10% | +8,72% |

| Ano:               | 2023 | 2024   |
| ------------------ | ---- | ------ |
| Número de pessoas: | 1002 | 1009   |
| Diferença:         |      | +0,69% |